# Opòssum rata del Cóndor
L'opòssum rata del Cóndor (Caenolestes condorensis) és una espècie d'opòssum rata que viu a la serralada del Cóndor (Equador), a la regió de Morona-Santiago.